# 谷口号!
谷口 号!（たにぐち ごう!、5月10日 - ）は、日本の俳優、男性声優。東京都出身。身長 168cm。かつてはC&Oプロダクションに所属していた。

## 出演作品

### テレビアニメ
- ミュータント タートルズ（ゲンノスケ）

### ゲーム
- 0時の鐘とシンデレラ〜Halloween Wedding〜
- パチンコキャラヴォイス（タイヨーエレック）

### 映画
- 陰日向に咲く

### テレビドラマ
- ロケットボーイズ
- 天才てれびくんMAXドラマパート
  - 夢見るビリー（肉屋店主）
- 24時間テレビ 再現ドラマ

### オーディオドラマCD
- √3＝（ひとなみにおごれやおなご） vol.1（男子生徒）

### オーディオシネマ
- 私が裁判員に選ばれたっ!(検察官:鈴木)

### VP
- アクティオ「建物が出来るまで」（現場監督）

### イベント
- 第22回国民文化祭おどる国文祭TOKUSHIMA2007
- 2009年第39回「信玄公祭り」MC

### 舞台
- 便想学（演出：千葉繁）
- あーぶくたった、にぃたった（演出：千葉繁）
- 凄い金魚（演出：瀬川昌治）
- 天狼プロダクション「タンゴロマンティック」
- 神風（演出：野村信次、西村朋紘）
- むなしき空に（演出：仲木隆司）
- 劇・火星開発事業団
  - 第4回公演『見果てぬ夢』
  - 第7回公演『R』
  - 第6回公演『誰かが誰かを愛してる』（演出：石原慎一）
- 創作集団ら・むうん
  - なぞらえ屋〜寄巡四谷怪談（原作：脚本有里紅良） - 山本柾善 役